# Matthew Taylor
Matthew Simon Taylor (født 27. november 1981 i Oxford, England) er en engelsk fodboldspiller, der spiller som venstre back hos Swindon Town. Tidligere har han blandt andet repræsenteret West Ham og Northampton.

## Landshold
Taylor har (pr. april 2018) endnu ikke optrådt for Englands A-landshold, men spillede mellem 2002 og 2003 tre kampe for landets U-21 hold.